# Hervé Guillou
Hervé Guillou, né le 24 mars 1955, est un dirigeant d'entreprise français exerçant dans le secteur de la défense et du nucléaire. Il est president non executif d’EXAIL , une ETI française de haute technologies spécialisée dans la robotique maritime, la navigation et la photonique et administrateur de sociétés . Il a été president du GICAN (Groupement des Industries de Construction et Activités Navales) et président du Comité Stratégique de Filière (CSF) des industriels de la mer jusqu’en 2022 . Jusqu'au 24 mars 2020, il était président-directeur général de Naval Group, entreprise industrielle spécialisée dans le naval de défense .

## Biographie
Hervé Guillou est issu d’une famille de marins bretons. Diplômé de l’École polytechnique en 1976, il intègre  le Corps des ingénieurs de l'armement et l'École nationale supérieure de techniques avancées (ENSTA ParisTech) en 1976 et devient ingénieur du génie atomique à l'Institut national des sciences et techniques nucléaires (INSTN) en 1980. Il est par ailleurs diplômé de l’INSEAD, et administrateur certifié de l’IFA Sciences Po.

### De la DCN à la DGA
En 1978, Hervé Guillou commence sa carrière à la Direction des constructions navales de Cherbourg, en tant qu’ingénieur spécialiste sécurité plongée sur les sous-marins nucléaires de type Rubis. Il est ensuite responsable du projet de propulsion nucléaire des sous-marins nucléaires lanceurs d’engins de type Le Triomphant à DCN Indret (1981 -1989).
En 1989, il rejoint la Direction générale de l’Armement (DGA) au cabinet d'Yves Sillard, alors délégué général pour l’armement, en tant que conseiller puis directeur de cabinet. Il contribue avec Jean-Marie Poimbœuf au projet de changement de statut de DCN. Puis, de 1993 à 1996, il est directeur du Joint Project Office Horizon, un programme de frégate anti-aérienne, où il installe à Londres le bureau de programme triparti (Royaume-Uni, Italie, France).

### Technicatome
De 1996 à 2003, il occupe à Saclay les fonctions de directeur général délégué de Technicatome, société d’ingénierie et de maîtrise d’œuvre spécialisée dans les réacteurs nucléaires de propulsion navale et les installations nucléaires de recherche. Parallèlement, il est de 1999 à 2003 président de Principia (solutions en ingénierie scientifique intervenant dans les domaines naval, offshore et énergie) et de Technoplus Industries (mécanique de haute précision).

### EADS
En 2003, il intègre le groupe EADS en tant que PDG de Space Transportation, la division franco-allemande spécialisée notamment dans les lanceurs Ariane, les infrastructures orbitales et les missiles de la force française de dissuasion.
De 2005 à 2011, il devient PDG de Defence and Communications Systems basée à Munich, devenue Cassidian Systems. En 2009, il remporte notamment avec Naval Group et Rohde & Schwarz le marché RIFAN 2, un réseau Intranet des forces aéronavales. En 2010 il participe à la création de la société Signalis filiale de Cassidian (60%) et Atlas Elektronik (40%) spécialisée dans les solutions de surveillance maritime et portuaire.
En 2011, il crée Cassidian Cybersecurityà Élancourt (78) dont il devient PDG, avant d’être nommé en 2012 Corporate Executive, Defense & Security au sein d’EADS. De 2012 à 2014, il est Senior Advisor Defence and Security d’EADS.
En juillet 2014, il est nommé PDG de Naval Group, succédant ainsi à Patrick Boissier. Après six ans de poste, il est remplacé en mars 2020 par Pierre Éric Pommellet.
Il est administrateur d’ORTEC et du groupe SNEF 
Membre de l’academie des technologies depuis 2022 et de l’academie de marine depuis 2018 
Il prend en mars 2020 la vice-présidence du Conseil général de l'armement jusqu’en mai 2023 .
En janvier 2021 il est nommé Président du Conseil d’administration du Groupe ECA devenu EXAIL

## Décorations
- Officier de la Légion d'honneur le 14 avril 2017 (chevalier du 8 octobre 1997)[11]
- Officier de l'ordre national du Mérite[12].

## Vie privée
Hervé Guillou est marié à Marion Guillou, présidente de Agreenium et administratrice de sociétés. Il est père de trois enfants.